# Riad Ismat
Mohammad Riad Hussain Ismat 'Riad' Ismat (en árabe: رياض عصمت‎)‎; (Damasco, 11 de julio de 1947 - Chicago, 13 de mayo de 2020) fue un escritor, diplomático, profesor, crítico literario, y director de teatro sirio. Sirvió como Ministro de Cultura de Siria desde el 3 de octubre de 2010 al 23 de junio de 2012.

## Biografía
Estudió en Siria, donde en 1968, se graduó en literatura inglesa. En 2000 fue nombrado Rector de la Academia de Arte Dramático, después de años de enseñanza. En 2003, fue nombrado en director general de la radio y televisión estatal de Siria, y luego ocupó el cargo de viceministro de Cultura. En 2005, fue nombrado embajador en Pakistán y en 2010, embajador sirio en Catar. En octubre de 2010, fue nombrado Ministro de Cultura, sirviendo en el cargo hasta el 23 de junio de 2012. De 2013 a 2014, fue becario invitado del Buffett Center en la Universidad de Northwestern.
Falleció 13 de mayo de 2020 a los setenta y dos años, en un hospital de Chicago a causa de la enfermedad COVID-19.

## Carrera

### Teatro
Ha dirigido más de quince producciones teatrales, incluidas las interpretaciones de Shakespeare, Tennessee Williams, y Frank Wedekind, además de producir su propia interpretación de Las mil y una noches. Fundó la primera compañía de mimos, en Damasco, y enseñó mímica, actuación y dirección en la Academia Siria de Arte Dramático. Allí enseñaba el método de actuación basado en Stanislavsky.
Su momento cumbre como dramaturgo llegó con The Game of Love & Revolution; entre sus obras dramáticas más conocidas se encuentran: Was Dinner Good, —querida hermana—, Mourning Becomes Antigone, Sinbad, Shahryar's Nights, Abla & Antar, Mata Hari  y En busca de Zenobia. También dirigió su propia trilogía televisiva para la televisión siria en 1985, The Artist & Love.

## Diplomaturas
- Doctorado en Artes de teatro, EE. UU.
- Doctorado en Shakespeare, Pakistán y Universidad de Greenwich.
- Magíster en puesta en escena de obras de teatro, RU.
- Licenciatura en literatura inglesa, Siria.
- Certificado en Producción de Televisión en la BBC, Londres.[1]

## Publicaciones
Ha publicado 36 libros, incluidos cuentos y varios libros sobre drama árabe y mundial. También ha escrito un libro sobre el Premio Nobel Naguib Mahfouz y un libro sobre cine. Como guionista de televisión, ha escrito guiones para siete series de televisión.

## Premios
- 1993:  Deutsche Welle de Alemania al mejor cuento breve árabe.[11]

## Membresías
- de jurado de varios festivales internacionales de teatro y cine.

## Vida privada
Ismat está casado con Azza Qanbaz, y tienen una mujer y dos varones.